# Iván Cisternas
Iván Marcelo Cisternas Tapia (Quillota, 1 de agosto de 1967) es un ingeniero y político chileno, miembro de Renovación Nacional. Se desempeñó como gobernador de Quillota, y anteriormente fue Gobernador de la Provincia de Choapa entre 2010 y 2012. Desde marzo de 2022 es presidente del club San Luis de Quillota.

## Biografía
Nacido en Quillota, su educación media y básica la realizó en el Instituto Rafael Ariztía de dicha localidad.
Se tituló como Ingeniero Mecánico en la Pontificia Universidad Católica de Valparaíso, y egresó como Ingeniero Civil Industrial en la Universidad del Mar. También obtuvo un MBA en Marketing y Venta de la misma casa de estudios. 
Entre 1998 y 2003 trabajó en la Compañía Sudamericana de Vapores.
Durante 2017 fue director de la Secretaría de Planificación de la Municipalidad de La Cruz.

## Historial electoral

### Elecciones parlamentarias de 2013
- Elecciones parlamentarias de 2013 a Diputado por el distrito 9 (Combarbalá, Canela, Illapel, Los Vilos, Punitaqui,  Salamanca  y Monte Patria)[3]

| Candidato                           | Pacto                                      | Partido | Votos  | %     | Resultado |
| ----------------------------------- | ------------------------------------------ | ------- | ------ | ----- | --------- |
| Luis Lemus Aracena                  | Nueva Mayoría                              | PS      | 23.802 | 43,79 | Diputado  |
| Jorge Insunza Gregorio de Las Heras | Nueva Mayoría                              | PPD     | 15.474 | 28,46 | Diputado  |
| Iván Cisternas Tapia                | Alianza                                    | RN      | 7.839  | 14,42 |           |
| Fernando Herman Herrera             | Alianza                                    | UDI     | 3.933  | 7,23  |           |
| Alberto Chávez Astudillo            | Partido Regionalista de los Independientes | PRI     | 1.877  | 3,45  |           |
| José Salinas Pinto                  | Partido Humanista                          | PH      | 1.429  | 2,62  |           |